# Ла-Салл (округ, Техас)
Округ Ла-Салл (англ. La Salle county) — округ штата Техас Соединённых Штатов Америки. На 2000 год в нём проживало 5866 человек. По оценке бюро переписи населения США в 2009 году население округа составляло 5810 человек. Окружным центром является город Коталла.

## История
Округ Ла-Салл был сформирован в 1856 году. Он назван в честь Рене-Робера Кавалье де Ла Саля, французского исследователя, путешествовавшего через Техас.

## География
По данным бюро переписи населения США площадь округа Ла-Салл составляет 3870 км², из которых 3856 км² — суша, а 14 км² — водная поверхность (0,36 %).

### Основные шоссе
- Федеральная автострада 35
- Автострада 97

### Соседние округа
- Фрио  (север)
- Атаскоса  (северо-восток)
- Мак-Маллен  (восток)
- Уэбб  (юг)
- Диммит  (запад)